# Airlink
Airlink è una compagnia aerea con sede a Johannesburg, in Sudafrica. La sua attività principale consiste nel fornire servizi tra città più piccole e poco servite e aeroporti hub più grandi. Da allora si è espansa per offrire voli su rotte più grandi e principali. La compagnia aerea ha una rete di oltre 60 rotte verso più di 45 destinazioni nell'Africa meridionale. Nel gennaio 2021 è diventata il secondo vettore in Africa per numero di voli e il terzo per numero di posti.

## Storia

### I primi anni
Airlink è stata costituita nel maggio 1992 dai soci Rodger Foster e Barrie Webb, in seguito all'acquisto dell'attività della liquidata di Link Airways, che aveva incorporato una serie di altre compagnie aeree: Midlands Aviation (fondata nel 1967), Lowveld Aviation Services, Magnum Airways, Border Air e Citi Air. le attività di volo iniziarono l'11 giugno. La nuova compagnia aerea era denominata Airlink Airline. Dal 1993 fu una sussidiaria di South African Airways.
Nel 1995, SA Airlink è stata lanciata ufficialmente il 25 marzo in occasione di un incontro con ospiti importanti, tra cui la Regina Elisabetta II. il 23 marzo la compagnia ha allineato il suo marchio a quello di South African Airways fregiandosi "SA Airlink (Pty.) Ltd." e si è unita al suo programma frequent flyer Voyager. Nel 1997, SA Airlink ha rafforzato ulteriormente la sua partnership con South African Airways, unendosi a SAA e South African Express in un'alleanza strategica. Questa alleanza e partnership ha creato la più grande rete di compagnie aeree in Africa. L'alleanza è stata regolata da un accordo di franchising, che ha visto SA Airlink adottare l'identità del marchio "South African" e diventare South African Airlink. Nel dicembre 1998 assorbiva Metavia Airlines. Nel 1999, South African Airlink ha avviato una joint venture con il governo dello Swaziland (ora Eswatini) per creare una nuova compagnia aerea in sostituzione della defunta Royal Swazi National Airways. La compagnia aerea è stata chiamata Swaziland Airlink ed è stata suddivisa per il 60% al governo dello Swaziland e per il 40% a South African Airlink. Nell'agosto 2000, l'alleanza strategica con South African Airways è stata ulteriormente rafforzata come partnership bilaterale, iniziando ad operare con il nome commerciale South African Airlink.

### Anni 2000
Nel 2006, South African Airlink è uscita dall'alleanza strategica con South African Airways e ha stipulato un accordo di franchising, eliminando il marchio "South African" dal proprio nome, ma mantenendo uno schema di colori simile. Non per niente ha introdotto il proprio logo Sunbird come parte del nuovo marchio. Nel febbraio 2008 ha completato con successo l'IATA Operational Safety Audit (IOSA) ed è stata inserita nel registro IATA con il codice "4Z". Il 23 dicembre 2009, l'Autorità per l'aviazione civile di SA ha bloccato la flotta di 13 BAe Jetstream 41. In seguito a verifiche delle procedure della compagnia aerea e all'ispezione degli aeromobili bloccati, questi sono stati rimessi in servizio. La causa dei problemi di sicurezza è stata individuata in un problema di tenuta dei motori Honeywell dell'aereo.

### Anni 2010 e 2020
Nel 2016 la società ha firmato un accordo con il governo del Madagascar per operare servizi aerei nazionali di linea al suo interno e servizi aerei regionali da e per l'isola. La compagnia ha inoltre istituito un centro di formazione in collaborazione con Embraer presso la sede centrale di Bonaero Park, a Johannesburg. Il 3 maggio 2017, Airlink è diventata la prima compagnia aerea nella storia a effettuare un volo charter commerciale verso Sant'Elena nell'Oceano Atlantico meridionale, facendo atterrare un BAe Avro RJ-85 presso l'aeroporto di Sant'Elena, di recente costruzione, per raccogliere i passeggeri bloccati lì quando l'unico collegamento dell'isola con il mondo esterno, la nave della Royal Mail britannica RMS St Helena, ha subito un danno all'elica.
Nessun altro aereo di linea è atterrato a Sant'Elena fino al 14 ottobre 2017, quando Airlink ha iniziato il primo servizio di linea di una compagnia aerea commerciale all'aeroporto di Sant'Elena, con un Embraer 190 con 78 passeggeri a bordo che è arrivato dopo un volo di circa sei ore da Johannesburg, con scalo a Walvis Bay, in Namibia. Il volo ha iniziato un servizio di linea una volta alla settimana tra Johannesburg e Sant'Elena.
Nel 2018, SA Airlink e FlySafair hanno concluso le trattative per una fusione. La richiesta è stata respinta dalla Commissione sudafricana per la concorrenza in quanto riteneva che la compagnia aerea regionale SA Airlink e il vettore low-cost FlySafair fossero concorrenti. La questione è stata sottoposta al Tribunale, ma la domanda è stata ritirata in quanto gli obiettivi degli azionisti di entrambe le compagnie erano cambiati. Nel 2019, SA Airlink ha ampliato il suo centro di addestramento in collaborazione con Embraer per ospitare sia un simulatore di volo completo di Embraer 190 che uno di Embraer ERJ-145.
Nel 2020, SA Airlink ha cambiato ragione sociale in Airlink Airline (Pty.) Ltd. Il cambiamento è stato fatto per distinguere la compagnia come compagnia aerea indipendente. Airlink ha posto fine al suo accordo di franchising di 23 anni con South African Airways all'inizio del 2020. Da allora Airlink opera ed emette biglietti con il proprio codice 4Z anziché con il codice SA di South African Airways e ha firmato accordi di interlinea con altri sei vettori. Il 12 novembre 2020 Airlink ha presentato una nuova livrea, eliminando qualsiasi somiglianza con il marchio South African Airways e incorporando il logo Sunbird con i colori dell'alba come punto focale della nuova insegna di coda. I primi aeromobili a sfoggiare questo design sono stati programmati per volare durante le vacanze di dicembre del 2020. Nel gennaio 2021, Airlink è diventato il terzo vettore africano per numero di posti offerti e il secondo per numero di voli programmati. Ciò è dovuto principalmente all'utilizzo da parte di Airlink di aeromobili di capacità inferiore e all'apertura di nuovi mercati a causa del declino di South African Airways.
Nel marzo 2022, Airlink si è impegnata in una partnership commerciale con Federal Airlines, per operare i suoi voli Lodgelink nel Lowveld. I voli collegano il Kruger International o Skukuza ai lodge del Lowveld e del KwaZulu Natal settentrionale. Nel settembre del 2022, Airlink ha acquisito una quota del 40%, etichettata come partecipazione strategica, nella compagnia aerea namibiana FlyNamibia per una somma non rivelata. Grazie all'acquisizione, FlyNamibia adotterà la designazione di volo "4Z" di Airlink. Airlink fornirà inoltre formazione tecnica e commerciale al personale di FlyNamibia.

## Identità aziendale

### Proprietà
Airlink è di proprietà privata, ma ha pubblicato i nomi dei suoi azionisti:
- Sishen Iron Ore Company Community Development Trust (32,51%)
- Coronation Capital
- SA Airlink Investments (Rodger Foster)
- Barrie Webb
- South African Airways (2,96%)

Sishen Iron Ore Company Community Development Trust, attraverso la sua controllata Sishen Iron Ore Company Community Development Trust Investment Holdings, ha acquisito una partecipazione del 32,51% nella società nel giugno 2012.

### Quartier generale
La sede centrale di Airlink si trova nel terzo blocco di uffici del Greenstone Office Park, nel sobborgo Greenstone Hill di Ekurhuleni, nel Gauteng, in Sudafrica.

## Destinazioni
Nel 2023, Airlink collega più di 40 destinazioni in varie parti dell'Africa.

## Flotta

### Flotta attuale
A maggio 2023 la flotta di Airlink è così composta:

### Flotta storica
Airlink operava in precedenza con i seguenti aeromobili: